# Edwin Hurry Fenwick
Edwin Hurry Fenwick (geb. 14. September 1856 in North Shields; gest. 5. Mai 1944 in London) war ein britischer Urologe und Hochschullehrer. Er gilt als einer der Pioniere der Zystoskopie und führte 1905 die erste retrograde Urografie mit einem Kontrastmittel durch.

## Leben
Fenwick war eins von acht Kindern des in Newcastle upon Tyne praktizierenden Arztes Samuel Fenwick. Er und alle seine vier Brüder wurden Ärzte. Er absolvierte seine Ausbildung am London Hospital und besuchte postgraduale Kurse in Leipzig und Berlin. 1883 wurde er Assistenzarzt, später Oberarzt am Royal London Hospital sowie am West Herts Hospital in Hemel Hempstead. Als Chirurg wandte er sich bald der urologischen Chirurgie zu und wurde an das St Peter’s Hospital berufen, später als Professor an die University of London. Im Ersten Weltkrieg diente er im Royal Army Medical Corps und leitete das Bethnal Green Military Hospital. Fenwick war erster Präsident der Société internationale d'Urologie. Er war Vizepräsident der International Association of Urologists, Mitglied der Société internationale de Chirurgie und korrespondierendes Mitglied der amerikanischen, belgischen, französischen, deutschen, italienischen, russischen und spanischen urologischen Vereinigungen.
Fenwicks Engagement trug maßgeblich dazu bei, dass die Urologie als eigene Fachrichtung im Vereinigten Königreich anerkannt wurde.

## Werke
- The electric illumination of the bladder and urethra as a means of diagnosis of obscure vesico-urethral diseases. J&A Churchill, London 1889.
- The Cardinal Symptoms of Urinary Disease: Their Diagnostic Significance and Treatment. J&A Churchill, London 1893.
- Urinary surgery. J. Wright, 1894.
- Ulceration Of The Bladder. 1900.
- Golden rules of surgical practice. W.T. Keener & Co., 1901.
- Obscure diseases of the urethra J&A Churchill, London 1902.
- The Value of Radiography in the Diagnosis and Treatment of Urinary stone: A Study in Clinical and Operative Surgery. J&A Churchill, London 1908.